# Mojados
Mojados ist eine nordspanische Kleinstadt und eine Gemeinde (municipio) mit 3.393 Einwohnern (Stand: 2024) in der Provinz Valladolid in der autonomen Region Kastilien-León.

## Geografie
Mojados liegt im Süden der Provinz Valladolid etwa 23 Kilometer südsüdöstlich von Valladolid am Río Cega in einer Höhe von ca. 715 m.

## Bevölkerungsentwicklung
| 1548 | 1837 | 1950 | 2004 | 2227 | 2697 | 3354 | 3311 |

Der Bevölkerungsanstieg ist durch die Schaffung der Wohnsiedlungen Urbanización la Miguela, Urbanización las Fuentes, Urbanización los Arcos und Urbanización los Hornos zu begründen.

## Sehenswürdigkeiten
- Bogenbrücke über den Cega, errichtet 1575 von Juan de Nates
- Reste des bischöflichen Palastes aus dem 14. Jahrhundert
- Marienkirche aus dem 14./15. Jahrhundert
- Johanniskirche aus dem 13./14. Jahrhundert
- Marienkapelle (Ermita de Nuestra Señora de Luguillas)
- Christuskapelle
- Rathaus

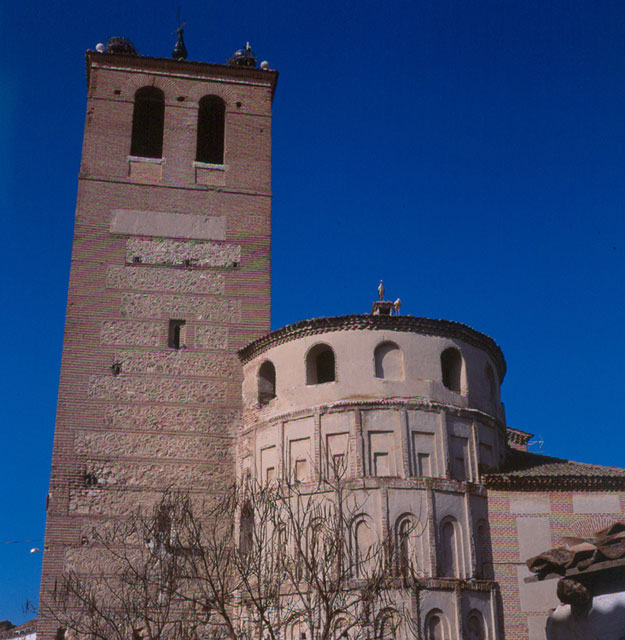
Marienkirche
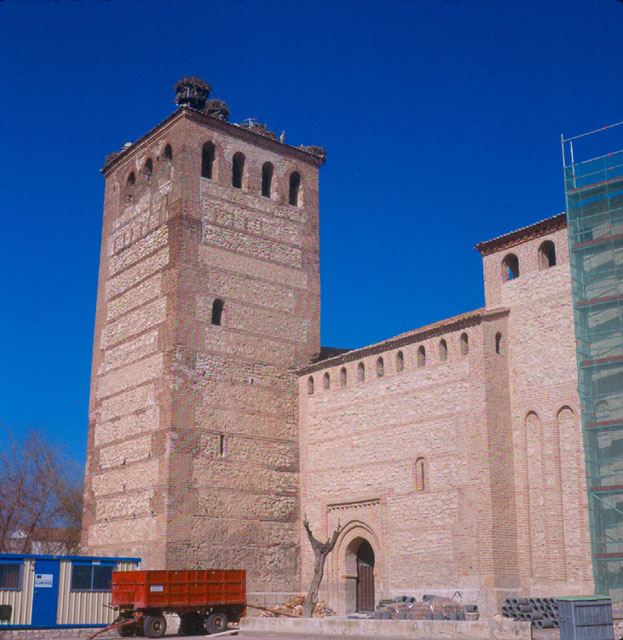
Johanniskirche

## Persönlichkeiten
- Arturo Coello (* 2002), Padelspieler